# 百粵風雲
《百粵風雲》，是一部於1941年在香港首映的黑白紀錄片，由金崑拍攝，紀錄了抗日戰爭時間廣東地區的戰況。

## 簡介
本片紀錄了抗日戰爭時間廣東地區的戰況，如良口戰役、國軍收復深圳、潮汕一帶的爭奪戰、抗日遊擊隊在沙頭角的突擊行動、韶關和梅縣的情況。被拍攝的當地將領包括張發奎、余漢謀、李漢魂、王俊、華振中等人（當時報章刊載的介紹中有「十二虎將」之名）。
1941年首映時本片與另一紀錄片《延安內幕》同場上映。

## 資料來源
1. 1 2 3 4 5 6 7  郭靜寧 (编).  增訂本. 香港: 香港電影資料館. 2020: 218–219. ISBN 978-962-8050-73-4.
2. 1 2 3  . 大公報. 1941-06-03: 第一張第二版 （中文（香港））.

## 外部連結
- 互联网电影数据库（IMDb）上《百粵風雲》的资料（英文）
- 豆瓣电影上《百粵風雲》的資料 （简体中文）